# Ferrari F1-86
Ferrari F1-86 – samochód Formuły 1, zaprojektowany przez Harveya Postlethwaite'a i Jeana-Claude'a Migeota, skonstruowany przez Ferrari na sezon 1986.

## Historia
Samochód opierał się na poprzedniku, 156-85 – zachowano między innymi wymienniki ciepła czy kanały chłodzące chłodnicę. W stosunku do poprzedniego modelu zmieniono kształt samochodu na bardziej aerodynamiczny, w szczególności montując dużą owiewkę zawierającą w sobie pałąk bezpieczeństwa. Zmieniono także formę elementów zawieszenia, chociaż nie zmieniano jego geometrii. Blok półtoralitrowego silnika, wykonany wcześniej ze stopów aluminium, został zastąpiony żelaznym, natomiast dwie turbosprężarki zostały wyprodukowane przez firmę Garrett (w 156/85 producentem była firma KKK). W efekcie samochód generował 850 KM mocy przy 11500 rpm. Napęd był przenoszony na tylne koła za pośrednictwem pięciobiegowej manualnej skrzyni biegów z wielotarczowym sprzęgłem i dyferencjałem o ograniczonym poślizgu.
Samochód nie był konkurencyjny na torze, ustępując McLarenowi MP4/2C, Williamsowi FW11 i Lotusowi 98T. Kierowcy Ferrari – Michele Alboreto i Stefan Johansson – nie wygrali ani razu, a najlepszym rezultatem w sezonie było drugie miejsce Alboreto podczas Grand Prix Austrii. Włoch, jadąc z wybitym barkiem, walczył także o zwycięstwo w Grand Prix Włoch z kierowcami Williamsa, ale wypadł z toru. Sezon Ferrari zakończyło na czwartym miejscu w klasyfikacji konstruktorów, tracąc do mistrza świata, McLarena, ponad sto punktów.
Zbudowano osiem egzemplarzy modelu F1-86.

## Wyniki w Formule 1
| Legenda oznaczeń w tabelach wyników Wyświetl szablon na nowej stronie | Legenda oznaczeń w tabelach wyników Wyświetl szablon na nowej stronie                                                                     |
| Oznaczenie                                                            | Wyjaśnienie |
| --------------------------------------------------------------------- | --- |
| Złoty                                                                 | Zwycięzca lub mistrzostwo |
| Srebrny                                                               | 2. miejsce lub wicemistrzostwo |
| Brązowy                                                               | 3. miejsce lub II wicemistrzostwo |
| Zielony                                                               | Ukończył, punktował (w klasyfikacji generalnej, gdy zdobył co najmniej jeden punkt na przestrzeni sezonu, poza trzema powyższymi opcjami) |
| Niebieski                                                             | Ukończył, nie punktował (w klasyfikacji generalnej, gdy nie zdobył co najmniej jednego punktu na przestrzeni sezonu)                      |
| Czerwony                                                              | Nie zakwalifikował się (NZ) |
| Czerwony                                                              | Nie prekwalifikował się (NPK) |
| Różowy                                                                | Nie ukończył (NU) |
| Różowy                                                                | Niesklasyfikowany (NS) (w klasyfikacji generalnej, gdy nie został sklasyfikowany w żadnym wyścigu sezonu)                                 |
| Czarny                                                                | Zdyskwalifikowany (DK) |
| Czarny                                                                | Wykluczony (WYK/EX) |
| Biały                                                                 | Nie wystartował (NW) |
| Biały                                                                 | Kontuzjowany (K/INJ) |
| Biały                                                                 | Wyścig odwołany (OD/C) |
| Bez koloru                                                            | Został wycofany (WYC/WD) |
| Bez koloru                                                            | Nie przybył (NP/DNA) |
| Bez koloru                                                            | Nie brał udziału w treningach (NT/DNP) |
| Bez koloru                                                            | Nie został zgłoszony (–) |
| Pogrubienie                                                           | Start z pole position |
| Kursywa                                                               | Najszybsze okrążenie wyścigu |
| †                                                                     | Nie ukończył, ale jego rezultat został zaliczony ze względu na przejechanie więcej niż 90% dystansu wyścigu.                              |
| *                                                                     | Sezon w trakcie |
| 1/2/3                                                                 | Punktowana pozycja w sprincie kwalifikacyjnym                                                                                             |
| Lista systemów punktacji Formuły 1                                    | |

| Sezon | Zespół                     | Silnik  | Kierowcy         | Wyniki w poszczególnych eliminacjach | Wyniki w poszczególnych eliminacjach | Wyniki w poszczególnych eliminacjach | Wyniki w poszczególnych eliminacjach | Wyniki w poszczególnych eliminacjach | Wyniki w poszczególnych eliminacjach | Wyniki w poszczególnych eliminacjach | Wyniki w poszczególnych eliminacjach | Wyniki w poszczególnych eliminacjach | Wyniki w poszczególnych eliminacjach | Wyniki w poszczególnych eliminacjach | Wyniki w poszczególnych eliminacjach | Wyniki w poszczególnych eliminacjach | Wyniki w poszczególnych eliminacjach | Wyniki w poszczególnych eliminacjach | Wyniki w poszczególnych eliminacjach | Wyniki kierowców | Wyniki kierowców | Wyniki konstruktora | Wyniki konstruktora |
| 1986  |                            |         |                  | Brazylia                             | Hiszpania                            | San Marino                           | Monako                               | Belgia                               | Kanada                               | Stany Zjednoczone                    | Francja                              | Wielka Brytania                      | Niemcy                               | Węgry                                | Austria                              | Włochy                               | Portugalia                           | Meksyk                               | Australia                            | Pkt.             | Msc.             | Pkt.                | Msc.                |
| ----- | -------------------------- | ------- | ---------------- | ------------------------------------ | ------------------------------------ | ------------------------------------ | ------------------------------------ | ------------------------------------ | ------------------------------------ | ------------------------------------ | ------------------------------------ | ------------------------------------ | ------------------------------------ | ------------------------------------ | ------------------------------------ | ------------------------------------ | ------------------------------------ | ------------------------------------ | ------------------------------------ | ---------------- | ---------------- | ------------------- | ------------------- |
| 1986  | Scuderia Ferrari SpA SEFAC | Ferrari | Michele Alboreto | NU                                   | NU                                   | 10                                   | NU                                   | 4                                    | 8                                    | 4                                    | 8                                    | NU                                   | NU                                   | NU                                   | 2                                    | NU                                   | 5                                    | NU                                   | NU                                   | 14               | 9                | 37                  | 4                   |
| 1986  | Scuderia Ferrari SpA SEFAC | Ferrari | Stefan Johansson | NU                                   | NU                                   | 4                                    | 10                                   | 3                                    | NU                                   | NU                                   | NU                                   | NU                                   | 11                                   | 4                                    | 3                                    | 3                                    | 6                                    | 12                                   | 3                                    | 23               | 5                | 37                  | 4                   |